# Fiona Mactaggart
Fiona Mactaggart, née le 12 septembre 1953 à Glasgow (Écosse), est une femme politique britannique membre du Parti travailliste. Elle est membre du Parlement pour la circonscription de Slough de 1997 à 2017.

## Sources
- (en) Cet article est partiellement ou en totalité issu de l’article de Wikipédia en anglais intitulé « Fiona Mactaggart » (voir la liste des auteurs).